# God Save The Dream (Nicklas Sahl-album)
God Save The Dream er det tredje studiealbum af den danske singer-songwriter, Nicklas Sahl. Albummet udkom på vinyl 6. maj 2022 hos Warner Music - siden digitalt på diverse streamingtjenester 26. august samme år.
Forud for albummet havde Sahl udsendt singlen "Stand Out Be Special", som udkom den 17. september 2021.

## Spor

### Side A
1. "Noise" - (03:09)
2. "Don't Mind" - (02:25)
3. "I'm Not That Guy Anymore" - (03:01)
4. "Fine On Your Own" - (03:42)
5. "Wild Birds Fly" - (02:58)
6. "Stand Out Be Special" - (03:18)

### Side B
1. "Good/Crazy" - (02:44)
2. "2012" - (03:11)
3. "Love Me Slow" - (03:04)
4. "A House In Italy" - (03:22)
5. "God Save The Dream" - (02:59)
6. "Outside The Line" - (03:19)